# Толкунов, Владимир Павлович
Владимир Павлович Толкунов — советский военный, государственный и политический деятель, генерал-лейтенант.

## Биография
Родился в 1918 году. Член КПСС.
С 1941 года — на военной службе, общественной и политической работе. В 1941—1987 гг. — курсант кавалерийского училища НКВД, заместитель начальника заставы, начальник заставы, начальник штаба пограничной комендатуры, заместитель начальника отделения штаба пограничного отряда, слушатель Военного института, офицер, старший офицер первого отдела штаба, заместитель начальника отдела кадров ГУПВ, начальник штаба управления войск пограничного округа, начальник войск Закавказского пограничного округа, начальник Московского высшего пограничного командного Краснознаменного училища КГБ СССР им. Моссовета.
Делегат XXV съезда КПСС.
Умер после 1987 года.